# Univerzalne osebne telekomunikacije
Univerzalne osebne telekomunikacije (Universal Personal Telecommunications, UPT) so poseben segment prostora mednarodnih telefonskih številk, ki je namenjen univerzalnim osebnim telefonskim številkam.  Ta storitev je dobila kodo države +87810 in jo dopolni 10-mestna naročniška številka, kar zagotavlja 10 milijard edinstvenih številk. Mednarodna telekomunikacijska zveza (ITU) je ta koncept uvedla leta 2001, ko jo je imenovala "prenosljivost globalnih številk".  Vendar pa se prenosljivost številk običajno nanaša na storitev ohranjanja obstoječe telefonske številke po premiku storitve na drugega ponudnika.  Delegacijo UPT je zahteval predsednik skupine VisionNG Herwart Wermescher, 21. maja 2002 pa ga je potrdil svetovalec SG2 ITU-TSB Richard Hill.